# Prosopistomatidae
Famille
Les Prosopistomatidae sont une famille d'insectes de l'ordre des éphéméroptères.

## Description
La morphologie des larves de cette famille est très particulière puisque le mésonotum recouvre entièrement l'abdomen, donnant à la larve une allure caparaçonnée de crustacé. Il n'est pas étonnant que Latreille l'ait d'abord décrit comme tel. Ce n'est qu'au début du XXe siècle que l'appartenance de Prosopistoma à la classe des insectes et à l'ordre des Éphéméroptères sera démontrée.
Les espèces de cette famille sont représentées sur tous les continents à l'exception des Amériques.

## Liste des genres
Selon BioLib (1 juillet 2020) :
- genre Prosopistoma Latreille, 1833

## Publication originale
- J. A. Lestage, « Deuxième contribution à l'étude des larves des éphémères et perlides (pseudo-névroptères) du Congo Belge », Revue zoologique africaine, Bruxelles, vol. 5,‎ 1917, p. 121-140 (lire en ligne).